# Anoristia
Anoristia é um gênero de mariposa pertencente à família Crambidae.